# Joarilla de las Matas
Joarilla de las Matas település Spanyolországban, León tartományban. Lakosainak száma 245 fő (2024).

## Földrajza
Joarilla de las Matas Izagre, Valverde-Enrique, Castrotierra de Valmadrigal, Vallecillo, Gordaliza del Pino, Melgar de Arriba, Melgar de Abajo és Monasterio de Vega községekkel határos.

## Népesség
A település lakosságának változását az alábbi diagram mutatja:
| Lakosok száma | 437  | 410  | 384  | 378  | 354  | 329  | 304  | 296  | 259  | 245  |
|               | 2001 | 2004 | 2007 | 2009 | 2012 | 2014 | 2017 | 2019 | 2022 | 2024 |